# Agrilus niehuisi
Agrilus niehuisi é uma espécie de inseto do género Agrilus, família Buprestidae, ordem Coleoptera.
Foi descrita cientificamente por Curletti, em 1995.